# Кломниці (гміна)
Гміна Кломніце (пол. Gmina Kłomnice) — сільська гміна у південній Польщі. Належить до Ченстоховського повіту Сілезького воєводства.
Станом на 31 грудня 2011 у гміні проживало 13804 особи.

## Територія
Згідно з даними за 2007 рік площа гміни становила 147.85 км², у тому числі:
- орні землі: 71.00%
- ліси: 18.00%

Таким чином, площа гміни становить 9.73% площі повіту.

## Населення
Станом на 31 грудня 2011:
| Опис     | Загалом | Загалом | Чоловіки | Чоловіки | Жінки | Жінки |
| -------- | ------- | ------- | -------- | -------- | ----- | ----- |
| одиниця  | осіб    | %       | осіб     | %        | осіб  | %     |
| все      | 13804   | 100     | 6687     | 48.44    | 7117  | 51.56 |
| міське   | 0       | 100     | 0        |          | 0     |       |
| сільське | 13804   | 100     | 6687     | 48.44    | 7117  | 51.56 |

## Сусідні гміни
Гміна Кломніце межує з такими гмінами: Ґідле, Домброва-Зельона, Крушина, Миканув, Мстув, Рендзіни.